# Chris New
Chris New (Swindon, 17 de agosto de 1981) é um ator de cinema e teatro inglês mais conhecido por seu papel principal no filme Weekend de 2011. New fez sua estreia como roteirista e diretor em 2013 com o curta-metragem Ticking. Ele coescreveu o filme independente Chicken, de 2014, e também coescreveu e dirigiu o filme independente A Smallholding, de 2014.

## Biografia e carreira
New nasceu e foi criado em Swindon, condado de Wiltshire, no Reino Unido, e vem de uma família de classe trabalhadora. Seu pai era motorista de caminhão e sua mãe teve vários empregos de curto prazo, e New tem um irmão mais velho. Segundo seu próprio relato, New "fugiu" de Swindon para frequentar a Royal Academy of Dramatic Art (RADA) em Londres. Viver em Londres foi uma grande mudança para ele:
(...) vindo de um lugar onde nada estava acontecendo, Swindon, para de repente este lugar enorme, Londres, onde havia uma quantidade enorme de coisas acontecendo (...) acho que eu simplesmente corri por aí dizendo, "Meu Deus, meu Deus", como uma criança em uma loja de brinquedos. Foi muito importante para mim conhecer pessoas que não viviam apenas uma experiência de consumo, porque em Swindon, as pessoas, certa ou erradamente, vivem uma vida muito normal. Eles vão trabalhar, compram coisas legais, têm férias agradáveis e criam seus filhos. Infelizmente, há algo errado comigo que faz com que isso não funcione, e eu vim para Londres e conheci muitas pessoas para quem isso também não funciona — onde dinheiro não era um problema, onde posses não eram um problema, um código totalmente diferente de crenças e fé.
New financiou sua educação solicitando pequenas doações de centenas de pessoas que conhecia. Enquanto estava na RADA, New cantou na peça musical Assassins, de Stephen Sondheim (ele tem uma voz de tenor) e atuou na peça The Erpingham Camp, de Joe Orton como parte de seus certificados nível A em 2005. Ele se formou na escola em 2006.

### Atuação no teatro
New tem muita experiência teatral. Seu primeiro trabalho profissional no palco ocorreu poucas semanas após a formatura, quando ele apareceu no verão de 2006 como Mosby na peça da era Elizabetana, Arden of Faversham, no White Bear Theatre em Londres. Um crítico do The Stage comentou que ele desempenhou o papel de vilão com "ameaça taciturna". Em dezembro, ele apareceu como Horst ao lado do veterano do teatro Alan Cumming em uma produção de Bent, de Martin Sherman, no Trafalgar Studios em Londres. Susannah Clapp, ao analisar a peça para The Observer, disse que New é "um ator cujo enorme talento é incomumente correspondido por sua contenção". Sua atuação lhe rendeu uma indicação ao Evening Standard Award para o Milton Shulman Award de Melhor Revelação de 2006, e uma indicação ao What's On Stage.com Theatregoers' Choice Award de Melhor Revelação de Londres do Ano de 2006.
Em fevereiro de 2007, New assumiu o papel de Louis em The Reporter, uma peça de Nicholas Wright sobre o misterioso suicídio do jornalista da BBC David James Mossman em 1971. A peça foi produzida pelo Royal National Theatre no Cottesloe Theatre em Londres. New estrelou ao lado de Ben Chaplin . David Benedict, da Variety, chamou Louis de New de "nervoso, carregado, mas controlado", e disse que a "tensão da ilegalidade do relacionamento cria a sequência mais forte da peça". Philip Fisher, do The British Theatre Guide, também teve coisas boas a dizer, observando que "New, que recebeu aplausos universais por sua atuação ao lado de Alan Cumming em Bent, mais uma vez mostra um talento real como Louis".
Em outubro de 2007, New interpretou Drômio de Éfeso em A Comédia dos Erros, de  William Shakespeare. A comédia foi montada pela Royal Shakespeare Company, e New fez parte do elenco da turnê nacional. A peça marcou a estreia da Royal Shakespeare Company (RSC) de New.
Quando The Comedy of Errors se aproximava do fim de sua turnê, New assumiu o papel de Viola na produção da RSC de Noite de Reis, de William Shakespeare. A peça é sobre uma mulher naufragada que adota uma identidade masculina, apenas para descobrir que seu irmão gêmeo há muito perdido também está na ilha. A produção de Neil Bartlett foi uma produção de gênero, na qual os papéis femininos foram interpretados por homens e os papéis masculinos por mulheres. John Lithgow co-estrelou como Malvolio. Charles Spencer, escrevendo para o The Daily Telegraph, foi duro em sua avaliação: "(...) na performance de Chris New, além de uma sequência de abertura em um drag pouco convincente, não há nenhuma tentativa de capturar a feminilidade de Viola. Ele apenas aparece como um jovem gay estranhamente sem charme e um tanto pedante." Michael Billington, do jornal The Guardian, teve poucas coisas boas a dizer sobre a produção como um todo, mas elogiou muito a performance de New:
Uma ideia que deu certo foi a escalação de um jovem ator, Chris New, como Viola. Como o personagem passa grande parte da peça em trajes masculinos como Cesário, nossa atenção é constantemente atraída para a preocupação de Viola com a pecaminosidade do disfarce e o pathos de sua situação. New, vestido com um terno Eduardiano creme, tem um momento especialmente bom quando, em resposta às perguntas de Olivia sobre suas origens, ele faz uma pausa culpada antes de anunciar: "Eu sou um cavalheiro". Preso em uma armadilha de gênero que ele mesmo criou, New artisticamente nos lembra que tudo o que Viola diz sobre si mesma está entre aspas pesadas.
Outros críticos consideraram tanto a produção quanto a atuação de New excelentes. David Benedict, escrevendo na revista Variety, disse que Bartlett trouxe uma "inteligência emocional madura (...) para uma das peças mais produzidas de Shakespeare", e encontrou muitos elogios na caracterização de Viola feita por New. A presunção de homem-interpretando-mulher-interpretando homem, ele disse, alivia New "do negócio de distração de permitir que os ouvintes vejam o quão bem ou mal ele executa a tarefa de personificação feminina. Isso lhe dá muito mais espaço para explorar a profundidade da emoção em ambas as formas, algo que ele realiza com um equilíbrio verdadeiramente impressionante." O crítico anônimo do What's On Stage também gostou muito da performance de New, observando: "Interpretando uma mulher que por sua vez interpreta um homem, New é soberbamente hábil e delicado, merecendo ricamente mais elogios."
Posteriormente, ele estrelou como Simon Bliss em uma reestreia em julho de 2008 baseado numa comédia de Noël Coward de 1924, Hay Fever, no Royal Exchange Theatre em Manchester, Inglaterra. O crítico Mark Powell escreveu no Metro News que "É difícil ver como esta produção razoavelmente luxuosa poderia ter sido escalada muito melhor como Belinda Lang e Chris New (...) indiscutivelmente irritam mais alegremente como a mãe e o filho passivo-agressivos (...)" Alfred Hickling, do periódicoThe Guardian, também gostou do trabalho de New, observando que ele interpretou Simon Bliss "como [uma] criança crescida em vestido de gala", enquanto Natalie Anglesey no The Stage elogiou sua atuação como "exuberante". Em dezembro de 2008, New apareceu como o estudante universitário Ricardo na produção da Young Vic de Colin Teevan e da peça Amazonia de Paul Heritage.
Em outubro de 2009, New interpretou Joe Orton na produção original de Londres da comédia de humor negro Prick Up Your Ears, de Simon Bent. O conceito da peça veio do colega de quarto de New. New conversou com o ator e comediante Matt Lucas, que estava querendo fazer uma peça. Bent concordou em escrever o roteiro da obra, e Sonia Friedman entrou como produtora e Daniel Kramer como diretor.
Nos dias 23 e 24 de abril de 2010, New participou de uma produção do Young Vic da peça de dança Pictures From an Exhibition (baseada em uma suíte musical de Modest Mussorgsky) no Sadler's Wells Theatre em Islington, Londres. Devido ao palco muito maior em Sadler's Wells, o elenco aumentou de nove personagens para 17. New se juntou ao elenco para os dois dias de apresentações no Salder's Wells. O crítico Graham Watts observou que New se misturou perfeitamente ao elenco original e chamou sua atuação de "uma representação muito eficaz de Mussorgsky". New continuou interpretando o amante egoísta Steven na nova peça de Peter Nichols, Lingua Franca, no Finborough Theatre, em julho de 2010 na cidade de Londres. O crítico Michael Billington elogiou o elenco de New.
Em setembro de 2011, New desempenhou o papel-título em Edward II de Christopher Marlowe no Royal Exchange Theatre. Alfred Hickling elogiou muito a atuação de New como Eduardo II, um papel decididamente nada simpático. "O Edward de Chris New ganha pena, se não respeito. Sua vacilação incessante é perfeitamente ilustrada na maneira infantil com que ele dobra seus papéis de abdicação em uma coroa, como se o reino da Inglaterra fosse algo que caiu de um biscoito." David Chadderton, escrevendo para o The British Theatre Guide, considerou New igualmente louvável: "A produção é mantida unida por uma dupla soberba de Chris New como Edward e Samuel Collings como Gaveston e, mais tarde, como o sinistro assassino Lightborn. Nunca há qualquer dúvida sobre a natureza sexual de seu relacionamento e o vínculo parece genuíno e, embora nenhum dos personagens seja particularmente atraente, ambos têm grande carisma."
Curiosamente, embora New não tenha necessariamente procurado peças ou personagens com temática gay, Ben Walker, na revista Attitude, observou em 2011 que foi esse trabalho que atraiu mais aclamação.
New coestrelou uma reestreia da peça de Philip Ridley de 1991, The Pitchfork, da Disney, em fevereiro de 2012. A peça foi encenada no Arcola Theatre em Londres. Lyn Gardner, ao analisar a peça para o The Guardian, destacou a performance de New de uma das várias excelentes na peça.
Após uma ausência de quase um ano dos palcos, New apareceu na peça de Chris Dunkley, Smallholding, no Nuffield Theatre, no Highfield Campus da Universidade de Southampton. David Penrose, em resenha para o Portsmouth News, disse que New e o colega de elenco Matti Houghton apresentaram performances de "energia e grande peso emocional. Ambos são artistas carismáticos e altamente físicos, sendo engraçados e maníacos". A produção do HighTide Festival Theatre mudou-se então para o Soho Theatre na cidade de Westminster, Londres, em janeiro de 2014.
No verão de 2013, New dirigiu a peça The Precariat no Finborough Theatre. New posteriormente escreveu a curta peça A New Play for the General Election em 2015. Estreou sob sua direção no Finborough Theatre em abril de 2015, com críticas mistas.
New desempenhou o papel-título de Tom Wingfield na produção do Nottingham Playhouse de The Glass Menagerie, de Tennessee Williams, em março de 2016, pelo qual recebeu elogios do Nottingham Post.
Em 2017, New e Mark Edel-Hunt interpretaram Daniel Quinn em City of Glass, adaptado por Duncan Macmillan do primeiro romance da Trilogia de Nova York de Paul Auster e da história em quadrinhos de Paul Karasik e David Mazzucchelli. A peça estreou em março no HOME em Manchester e continuou no Lyric Theatre em Londres em abril. Um elenco de quatro adultos e uma criança interpretou dezesseis papéis e um narrador. "O conjunto (…) é excelente”, escreveu para o The Arts Desk. A produção 59 Productions, Lyric Theatre, HOME e Karl Sydow foi indicada ao prêmio de design UK Theatre Awards 2017.
Em março de 2017, New realizou uma leitura Portrait of the Artist as a Foaming Deathmonger, de Tibor Fischer.
New desempenhou o papel do piloto Lars Koch no drama de tribunal Terror, de Ferdinand von Schirach, no Festival de Brisbane em setembro de 2017. A produção do Lyric Theatre teve sua estreia no Reino Unido em junho de 2017, com um elenco diferente. "Chris New, como Lars Koch, o piloto, é surpreendentemente inflexível e frágil", escreve Meredith McLean na AU review. "Chris New interpreta o digno Koch com contenção convincente", diz Jo Litson na revista Limelight.
New retornou à Royal Shakespeare Company para a temporada de verão de 2018. Ele interpretou o cardeal em uma produção moderna de A Duquesa de Malfi, de John Webster, dirigida por Maria Aberg, no Swan Theatre em Stratford-upon-Avon. A RSC alertou seu público dizendo: "Observe que A Duquesa de Malfi contém violência, cenas que algumas pessoas podem achar angustiantes e muito sangue!" A peça recebeu críticas positivas.

### Atuação no cinema
New fez sua estreia como ator no cinema ao lado de Tom Cullen no filme romântico - drama Weekend em 2011, um filme dirigido por Andrew Haigh. Karen Durbin, escrevendo para o The New York Times, chamou New de um dos "rostos a serem observados" por sua excelente atuação. Sua atuação lhe rendeu uma indicação como Melhor Revelação no BFI London Film Festival Awards de 2011.
New foi escalado para dar voz ao personagem Gregor Samsa no filme Metamorfose de 2011, baseado no conto "A Metamorfose", de Franz Kafka.
New fez um teste para o papel de Jesus Cristo para uma rede americana em 2012, mas não conseguiu o papel. Novos suspeitos disseram que ele foi rejeitado por causa de sua sexualidade, mas alertaram: "Pode haver um milhão de razões pelas quais você pode não conseguir um emprego e os gays precisam ter cuidado ao culpar [a homofobia], porque eles estão reforçando a porta do seu próprio armário." Em 2012, New e o dramaturgo Freddie Machin adaptaram a peça Chicken de Machin para o cinema. O diretor de televisão Joe Stephenson e sua produtora, B Good Picture Company, pegaram o roteiro para as filmagens em setembro de 2012. New foi escalado ao lado do ator Scott Chambers e da atriz Yasmin Paige no drama, que se concentra em dois irmãos que ocupam um pedaço de terra e entram em conflito com o novo proprietário. Conflitos de agenda forçaram New a abandonar o projeto como ator. O filme foi lançado em 2015 e passou por vários festivais antes de encontrar um distribuidor internacional.
New fez sua estreia na direção de cinema em abril de 2013 com o curta-metragem Ticking, que estreou no Festival de Cinema de Nashville.
New retornou ao cinema em 2014, dirigindo o filme de micro orçamento A Smallholding. New já havia estrelado a peça teatral de mesmo nome do dramaturgo Chris Dunkley. O filme foi produzido pela Man in Rum, e o orçamento foi arrecadado inteiramente no Kickstarter, um site de financiamento coletivo. As filmagens principais do filme terminaram no início de março de 2014. New co-escreveu o filme com Dunkley e também atuou como diretor de fotografia, editor de filme e editor de som.

## Vida pessoal
New é abertamente gay, tendo se declarado "profissionalmente" em 2006. Preocupado com o impacto de ser conhecido como um "ator gay" em sua carreira, ele discutiu a questão com seu colega de elenco em Bent, Alan Cumming (que tem sido aberto sobre sua bissexualidade há décadas). Depois de pesar os riscos, New decidiu se assumir gay.
New diz, no entanto, que como indivíduo ele "nunca esteve no armário". Ele disse à revista Attitude: "Para entender a psicologia de não necessariamente querer que sua sexualidade seja uma parte importante de você, mas tê-la feita uma parte importante de você pelas pessoas ao seu redor. Tudo o que as pessoas falam comigo é: 'Você está fora?' E sim, eu estou, sempre estive e não vejo problema nisso. Nunca escondi isso. Minha primeira agente tentou me fazer esconder, então eu a demiti."
New firmou uma união civil com o designer gráfico David "Dav" Watson em 2011. Este relacionamento terminou em 2016.
New é amigo do ator Ian McKellen e frequentemente ajuda McKellen a aprender roteiros e a executar falas.

## Filmografia
- 2011: Weekend (ator)
- 2013: Ticking (produtor, escritor, diretor, editor)
- 2014: A Smallholding (co-roteirista, diretor, diretor de fotografia, editor, editor de som)
- 2015: Chicken (co-roteirista)